# Frank von Behren
Frank von Behren, född 28 september 1976 i Hille, Minden-Lübbecke, är en tysk före detta handbollsspelare (vänsternia/mittnia). Han ingick i det tyska lag som tog OS-silver 2004 i Aten.

## Klubbar
- GWD Minden (1996–2003)
- VfL Gummersbach (2003–2006)
- SG Flensburg-Handewitt (2006–2008)
- GWD Minden (2008)